# José Díaz de Serralde
José Díaz de Serralde fou un funcionari del ministeri d'hisenda de la segona meitat del segle xix. Ocupava el càrrec d'oficial primera del Ministre d'Hisenda durant el començament del regnat d'Isabel II d'Espanya. Fou nomenat de manera interina ministre el 24 de novembre de 1843 en el gabinet de Salustiano de Olózaga Almandoz. Va ocupar el càrrec de manera interina fins que el 10 de desembre de 1843 el nou cap de govern Luis González Bravo va nomenar ministre Juan José García Carrasco y Gómez Benítez.